# Xã Hazelton, Quận Barber, Kansas
Xã Hazelton (tiếng Anh: Hazelton Township) là một xã thuộc quận Barber, tiểu bang Kansas, Hoa Kỳ. Năm 2010, dân số của xã này là 153 người.